# Hassan Al-Haidos
Hassan Khalid Hassan Al-Haidos (in arabo حسن خالد حسن الهيدوس‎?; Doha, 11 dicembre 1990) è un calciatore qatariota, attaccante dell'Al-Sadd.
Detiene il record di presenze (185) con la nazionale qatariota.

## Caratteristiche tecniche
Al-Haidos è un trequartista, in grado di agire da ala destra o mediano.

## Carriera

### Club
Entra nel settore giovanile dell'Al-Sadd all'età di 8 anni. Nel 2007 viene aggregato alla prima squadra, con cui nel 2011 contribuisce alla vittoria della AFC Champions League, trasformando uno dei rigori nella finale vinta contro lo Jeonbuk Hyundai.

### Nazionale
Esordisce in nazionale il 9 agosto 2008 contro la Palestina. Nel 2019 e nel 2023 prende parte alla Coppa d'Asia, vincendo entrambe le edizioni.
Il 16 marzo 2024 annuncia il ritiro dalla nazionale.

## Statistiche

### Cronologia presenze in nazionale
| Cronologia completa delle presenze e delle reti in nazionale ― Qatar | Cronologia completa delle presenze e delle reti in nazionale ― Qatar | Cronologia completa delle presenze e delle reti in nazionale ― Qatar | Cronologia completa delle presenze e delle reti in nazionale ― Qatar | Cronologia completa delle presenze e delle reti in nazionale ― Qatar | Cronologia completa delle presenze e delle reti in nazionale ― Qatar | Cronologia completa delle presenze e delle reti in nazionale ― Qatar | Cronologia completa delle presenze e delle reti in nazionale ― Qatar |
| Data                                                                 | Città                                                                | In casa                                                              | Risultato                                                            | Ospiti                                                               | Competizione                                                         | Reti                                                                 | Note                                                                 |
| -------------------------------------------------------------------- | -------------------------------------------------------------------- | -------------------------------------------------------------------- | -------------------------------------------------------------------- | -------------------------------------------------------------------- | -------------------------------------------------------------------- | -------------------------------------------------------------------- | -------------------------------------------------------------------- |
| 9-8-2008                                                             | Teheran                                                              | Palestina                                                            | 0 – 1                                                                | Qatar                                                                | WAFF Championship 2008 - 1º turno                                    | -                                                                    |                                                                      |
| 11-8-2008                                                            | Teheran                                                              | Iran                                                                 | 6 – 1                                                                | Qatar                                                                | WAFF Championship 2008 - 1º turno                                    | -                                                                    | 64’                                                                  |
| 13-8-2008                                                            | Teheran                                                              | Giordania                                                            | 3 – 0                                                                | Qatar                                                                | WAFF Championship 2008 - Semifinale                                  | -                                                                    |                                                                      |
| 10-9-2008                                                            | Doha                                                                 | Qatar                                                                | 1 – 1                                                                | Bahrein                                                              | Qual. Mondiali 2010                                                  | -                                                                    | 74’                                                                  |
| 9-11-2008                                                            | Doha                                                                 | Qatar                                                                | 0 – 1                                                                | Iran                                                                 | Amichevole                                                           | -                                                                    | 82’                                                                  |
| 11-1-2009                                                            | Mascate                                                              | Qatar                                                                | 2 – 1                                                                | Yemen                                                                | Coppa delle nazioni del Golfo 2009 - 1º turno                        | -                                                                    | 52’                                                                  |
| 31-5-2009                                                            | Doha                                                                 | Qatar                                                                | 1 – 0                                                                | Iraq                                                                 | Amichevole                                                           | -                                                                    |                                                                      |
| 6-6-2009                                                             | Doha                                                                 | Qatar                                                                | 0 – 0                                                                | Australia                                                            | Qual. Mondiali 2010                                                  | -                                                                    | 77’                                                                  |
| 10-6-2009                                                            | Yokohama                                                             | Giappone                                                             | 1 – 1                                                                | Qatar                                                                | Qual. Mondiali 2010                                                  | -                                                                    | 57’                                                                  |
| 9-9-2009                                                             | Doha                                                                 | Qatar                                                                | 1 – 1                                                                | Oman                                                                 | Amichevole                                                           | -                                                                    | 46’                                                                  |
| 8-10-2009                                                            | Fiume                                                                | Croazia                                                              | 3 – 2                                                                | Qatar                                                                | Amichevole                                                           | -                                                                    | 85’                                                                  |
| 11-10-2009                                                           | Skopje                                                               | Macedonia del Nord                                                   | 2 – 1                                                                | Qatar                                                                | Amichevole                                                           | -                                                                    | 46’                                                                  |
| 14-10-2009                                                           | Saint-Gratien                                                        | Qatar                                                                | 2 – 2                                                                | RD del Congo                                                         | Amichevole                                                           | -                                                                    |                                                                      |
| 17-11-2009                                                           | Sedan                                                                | Belgio                                                               | 2 – 0                                                                | Qatar                                                                | Amichevole                                                           | -                                                                    | 46’                                                                  |
| 28-12-2009                                                           | Doha                                                                 | Qatar                                                                | 3 – 2                                                                | Iran                                                                 | Amichevole                                                           | -                                                                    | 80’                                                                  |
| 30-12-2009                                                           | Doha                                                                 | Qatar                                                                | 0 – 1                                                                | Corea del Nord                                                       | Amichevole                                                           | -                                                                    |                                                                      |
| 7-9-2010                                                             | Doha                                                                 | Qatar                                                                | 1 – 1                                                                | Oman                                                                 | Amichevole                                                           | -                                                                    | 46’                                                                  |
| 18-11-2010                                                           | Doha                                                                 | Qatar                                                                | 0 – 1                                                                | Haiti                                                                | Amichevole                                                           | -                                                                    | 75’                                                                  |
| 22-11-2010                                                           | Aden                                                                 | Kuwait                                                               | 1 – 0                                                                | Qatar                                                                | Coppa delle nazioni del Golfo 2010 - 1º turno                        | -                                                                    | 81’                                                                  |
| 25-11-2010                                                           | Zinjibar                                                             | Qatar                                                                | 2 – 1                                                                | Yemen                                                                | Coppa delle nazioni del Golfo 2010 - 1º turno                        | -                                                                    |                                                                      |
| 11-10-2011                                                           | Giacarta                                                             | Indonesia                                                            | 2 – 3                                                                | Qatar                                                                | Qual. Mondiali 2014                                                  | -                                                                    | 74’                                                                  |
| 11-11-2011                                                           | Doha                                                                 | Qatar                                                                | 4 – 0                                                                | Indonesia                                                            | Qual. Mondiali 2014                                                  | -                                                                    | 67’                                                                  |
| 15-11-2011                                                           | Doha                                                                 | Qatar                                                                | 0 – 0                                                                | Bahrein                                                              | Qual. Mondiali 2014                                                  | -                                                                    | 86’                                                                  |
| 29-2-2012                                                            | Teheran                                                              | Iran                                                                 | 2 – 2                                                                | Qatar                                                                | Qual. Mondiali 2014                                                  | -                                                                    | 62’                                                                  |
| 22-5-2012                                                            | Madrid                                                               | Qatar                                                                | 1 – 2                                                                | Albania                                                              | Amichevole                                                           | -                                                                    | 70’                                                                  |
| 28-5-2012                                                            | Doha                                                                 | Qatar                                                                | 0 – 0                                                                | Palestina                                                            | Amichevole                                                           | -                                                                    | 46’                                                                  |
| 8-10-2012                                                            | Doha                                                                 | Qatar                                                                | 1 – 1                                                                | Giordania                                                            | Amichevole                                                           | -                                                                    |                                                                      |
| 16-10-2012                                                           | Doha                                                                 | Qatar                                                                | 0 – 1                                                                | Uzbekistan                                                           | Qual. Mondiali 2014                                                  | -                                                                    | 46’                                                                  |
| 7-11-2012                                                            | Doha                                                                 | Qatar                                                                | 2 – 1                                                                | Iraq                                                                 | Amichevole                                                           | -                                                                    | 35’                                                                  |
| 14-11-2012                                                           | Doha                                                                 | Qatar                                                                | 1 – 0                                                                | Libano                                                               | Qual. Mondiali 2014                                                  | -                                                                    |                                                                      |
| 28-12-2012                                                           | Doha                                                                 | Qatar                                                                | 0 – 2                                                                | Egitto                                                               | Amichevole                                                           | -                                                                    |                                                                      |
| 5-1-2013                                                             | Madinat 'Isa                                                         | Qatar                                                                | 1 – 3                                                                | Emirati Arabi Uniti                                                  | Coppa delle nazioni del Golfo 2013 - 1º turno                        | -                                                                    |                                                                      |
| 8-1-2013                                                             | Riffa                                                                | Qatar                                                                | 2 – 1                                                                | Oman                                                                 | Coppa delle nazioni del Golfo 2013 - 1º turno                        | -                                                                    |                                                                      |
| 11-1-2013                                                            | Riffa                                                                | Bahrein                                                              | 1 – 0                                                                | Qatar                                                                | Coppa delle nazioni del Golfo 2013 - 1º turno                        | -                                                                    |                                                                      |
| 31-1-2013                                                            | Doha                                                                 | Qatar                                                                | 1 – 0                                                                | Libano                                                               | Amichevole                                                           | -                                                                    |                                                                      |
| 6-2-2013                                                             | Doha                                                                 | Qatar                                                                | 2 – 0                                                                | Malaysia                                                             | Qual. Coppa d'Asia 2015                                              | -                                                                    | 88’                                                                  |
| 7-3-2013                                                             | Al Rayyan                                                            | Qatar                                                                | 3 – 1                                                                | Egitto                                                               | Amichevole                                                           | -                                                                    | 73’                                                                  |
| 17-3-2013                                                            | Doha                                                                 | Qatar                                                                | 1 – 0                                                                | Thailandia                                                           | Amichevole                                                           | -                                                                    | 46’                                                                  |
| 22-3-2013                                                            | Riffa                                                                | Bahrein                                                              | 1 – 0                                                                | Qatar                                                                | Qual. Coppa d'Asia 2015                                              | -                                                                    | 73’                                                                  |
| 17-4-2013                                                            | Doha                                                                 | Qatar                                                                | 2 – 0                                                                | Palestina                                                            | Amichevole                                                           | -                                                                    | 46’                                                                  |
| 24-5-2013                                                            | Doha                                                                 | Qatar                                                                | 3 – 1                                                                | Lettonia                                                             | Amichevole                                                           | -                                                                    |                                                                      |
| 4-6-2013                                                             | Doha                                                                 | Qatar                                                                | 0 – 1                                                                | Iran                                                                 | Qual. Mondiali 2014                                                  | -                                                                    | 69’                                                                  |
| 11-6-2013                                                            | Doha                                                                 | Qatar                                                                | 0 – 0                                                                | Corea del Nord                                                       | Amichevole                                                           | -                                                                    | 46’                                                                  |
| 18-6-2013                                                            | Tashkent                                                             | Uzbekistan                                                           | 5 – 1                                                                | Qatar                                                                | Qual. Mondiali 2014                                                  | -                                                                    |                                                                      |
| 5-9-2013                                                             | Doha                                                                 | Qatar                                                                | 3 – 0                                                                | Mauritius                                                            | Amichevole                                                           | -                                                                    | 46’                                                                  |
| 9-9-2013                                                             | Doha                                                                 | Qatar                                                                | 1 – 1                                                                | Libano                                                               | Amichevole                                                           | -                                                                    | 74’                                                                  |
| 9-10-2013                                                            | Doha                                                                 | Qatar                                                                | 1 – 2                                                                | Vietnam                                                              | Amichevole                                                           | -                                                                    |                                                                      |
| 13-10-2013                                                           | Doha                                                                 | Qatar                                                                | 6 – 0                                                                | Yemen                                                                | Qual. Coppa d'Asia 2015                                              | 1                                                                    |                                                                      |
| 15-11-2013                                                           | al-'Ayn                                                              | Yemen                                                                | 1 – 4                                                                | Qatar                                                                | Qual. Coppa d'Asia 2015                                              | -                                                                    |                                                                      |
| 19-11-2013                                                           | Shah Alam                                                            | Malaysia                                                             | 0 – 1                                                                | Qatar                                                                | Qual. Coppa d'Asia 2015                                              | -                                                                    | 80’                                                                  |
| 5-3-2014                                                             | Doha                                                                 | Qatar                                                                | 0 – 0                                                                | Bahrein                                                              | Qual. Coppa d'Asia 2015                                              | -                                                                    |                                                                      |
| 30-5-2014                                                            | Rieti                                                                | Qatar                                                                | 0 – 0                                                                | Macedonia                                                            | Amichevole                                                           | -                                                                    | 46’                                                                  |
| 14-7-2014                                                            | Al Wakrah                                                            | Qatar                                                                | 2 – 2                                                                | Indonesia                                                            | Amichevole                                                           | -                                                                    |                                                                      |
| 9-9-2014                                                             | Doha                                                                 | Qatar                                                                | 0 – 2                                                                | Perù                                                                 | Amichevole                                                           | -                                                                    | 83’                                                                  |
| 6-10-2014                                                            | Doha                                                                 | Qatar                                                                | 3 – 0                                                                | Uzbekistan                                                           | Amichevole                                                           | 1                                                                    |                                                                      |
| 14-10-2014                                                           | Doha                                                                 | Qatar                                                                | 1 – 0                                                                | Australia                                                            | Amichevole                                                           | -                                                                    |                                                                      |
| 6-11-2014                                                            | Doha                                                                 | Qatar                                                                | 3 – 1                                                                | Corea del Nord                                                       | Amichevole                                                           | -                                                                    |                                                                      |
| 13-11-2014                                                           | Riyad                                                                | Arabia Saudita                                                       | 1 – 1                                                                | Qatar                                                                | Coppa delle nazioni del Golfo 2014 - 1º turno                        | -                                                                    |                                                                      |
| 16-11-2014                                                           | Riyad                                                                | Yemen                                                                | 0 – 0                                                                | Qatar                                                                | Coppa delle nazioni del Golfo 2014 - 1º turno                        | -                                                                    |                                                                      |
| 19-11-2014                                                           | Riyad                                                                | Bahrein                                                              | 0 – 0                                                                | Qatar                                                                | Coppa delle nazioni del Golfo 2014 - 1º turno                        | -                                                                    |                                                                      |
| 23-11-2014                                                           | Riyad                                                                | Oman                                                                 | 1 – 3                                                                | Qatar                                                                | Coppa delle nazioni del Golfo 2014 - Semifinale                      | 1                                                                    |                                                                      |
| 26-11-2014                                                           | Riyad                                                                | Arabia Saudita                                                       | 1 – 2                                                                | Qatar                                                                | Coppa delle nazioni del Golfo 2014 - Finale                          | -                                                                    | 87’                                                                  |
| 27-12-2014                                                           | Doha                                                                 | Qatar                                                                | 3 – 0                                                                | Estonia                                                              | Amichevole                                                           | -                                                                    | 69’                                                                  |
| 31-12-2014                                                           | Canberra                                                             | Qatar                                                                | 2 – 2                                                                | Oman                                                                 | Amichevole                                                           | -                                                                    | 46’                                                                  |
| 11-1-2015                                                            | Canberra                                                             | Emirati Arabi Uniti                                                  | 4 – 1                                                                | Qatar                                                                | Coppa d'Asia 2015 - 1º turno                                         | -                                                                    |                                                                      |
| 15-1-2015                                                            | Sydney                                                               | Qatar                                                                | 0 – 1                                                                | Iran                                                                 | Coppa d'Asia 2015 - 1º turno                                         | -                                                                    |                                                                      |
| 19-1-2015                                                            | Sydney                                                               | Qatar                                                                | 1 – 2                                                                | Bahrein                                                              | Coppa d'Asia 2015 - 1º turno                                         | 1                                                                    |                                                                      |
| 31-5-2015                                                            | Crewe                                                                | Irlanda del Nord                                                     | 1 – 1                                                                | Qatar                                                                | Amichevole                                                           | -                                                                    | 56’                                                                  |
| 5-6-2015                                                             | Edimburgo                                                            | Scozia                                                               | 1 – 0                                                                | Qatar                                                                | Amichevole                                                           | -                                                                    | 86’                                                                  |
| 11-6-2015                                                            | Malé                                                                 | Maldive                                                              | 0 – 1                                                                | Qatar                                                                | Qual. Mondiali 2018                                                  | -                                                                    |                                                                      |
| 28-8-2015                                                            | Doha                                                                 | Qatar                                                                | 4 – 0                                                                | Singapore                                                            | Amichevole                                                           | 1                                                                    |                                                                      |
| 3-9-2015                                                             | Doha                                                                 | Qatar                                                                | 15 – 0                                                               | Bhutan                                                               | Qual. Mondiali 2018                                                  | 2                                                                    |                                                                      |
| 8-9-2015                                                             | Hong Kong                                                            | Hong Kong                                                            | 2 – 3                                                                | Qatar                                                                | Qual. Mondiali 2018                                                  | -                                                                    | Cap. 90+1’                                                           |
| 8-10-2015                                                            | Doha                                                                 | Qatar                                                                | 1 – 0                                                                | Cina                                                                 | Qual. Mondiali 2018                                                  | -                                                                    | Cap. 60’                                                             |
| 13-10-2015                                                           | Doha                                                                 | Qatar                                                                | 4 – 0                                                                | Maldive                                                              | Qual. Mondiali 2018                                                  | -                                                                    |                                                                      |
| 13-11-2015                                                           | Doha                                                                 | Qatar                                                                | 1 – 2                                                                | Turchia                                                              | Amichevole                                                           | -                                                                    |                                                                      |
| 17-11-2015                                                           | Thimphu                                                              | Bhutan                                                               | 0 – 3                                                                | Qatar                                                                | Qual. Mondiali 2018                                                  | 2                                                                    |                                                                      |
| 24-3-2016                                                            | Doha                                                                 | Qatar                                                                | 2 – 0                                                                | Hong Kong                                                            | Qual. Mondiali 2018                                                  | 1                                                                    | Cap. 90+4’                                                           |
| 29-5-2016                                                            | Hartberg                                                             | Albania                                                              | 3 – 1                                                                | Qatar                                                                | Amichevole                                                           | -                                                                    | Cap.                                                                 |
| 18-8-2016                                                            | Zurigo                                                               | Giordania                                                            | 2 – 3                                                                | Qatar                                                                | Amichevole                                                           | -                                                                    | Cap.                                                                 |
| 25-8-2016                                                            | Doha                                                                 | Qatar                                                                | 3 – 0                                                                | Thailandia                                                           | Amichevole                                                           | 2                                                                    | Cap.                                                                 |
| 1-9-2016                                                             | Teheran                                                              | Iran                                                                 | 2 – 0                                                                | Qatar                                                                | Qual. Mondiali 2018                                                  | -                                                                    | Cap. 90+1’                                                           |
| 6-9-2016                                                             | Doha                                                                 | Qatar                                                                | 0 – 1                                                                | Uzbekistan                                                           | Qual. Mondiali 2018                                                  | -                                                                    | Cap. 73’                                                             |
| 29-9-2016                                                            | Doha                                                                 | Qatar                                                                | 3 – 0                                                                | Serbia                                                               | Amichevole                                                           | -                                                                    | 64’                                                                  |
| 6-10-2016                                                            | Suwon                                                                | Corea del Sud                                                        | 3 – 2                                                                | Qatar                                                                | Qual. Mondiali 2018                                                  | 1                                                                    |                                                                      |
| 11-10-2016                                                           | Doha                                                                 | Qatar                                                                | 1 – 0                                                                | Siria                                                                | Qual. Mondiali 2018                                                  | 1                                                                    |                                                                      |
| 10-11-2016                                                           | Doha                                                                 | Qatar                                                                | 2 – 1                                                                | Russia                                                               | Amichevole                                                           | -                                                                    | 61’ 90+1’                                                            |
| 15-11-2016                                                           | Kunming                                                              | Cina                                                                 | 0 – 0                                                                | Qatar                                                                | Qual. Mondiali 2018                                                  | -                                                                    | 75’                                                                  |
| 9-3-2017                                                             | Doha                                                                 | Qatar                                                                | 1 – 2                                                                | Azerbaigian                                                          | Amichevole                                                           | -                                                                    | 77’                                                                  |
| 23-3-2017                                                            | Doha                                                                 | Qatar                                                                | 0 – 1                                                                | Iran                                                                 | Qual. Mondiali 2018                                                  | -                                                                    |                                                                      |
| 28-3-2017                                                            | Tashkent                                                             | Uzbekistan                                                           | 1 – 0                                                                | Qatar                                                                | Qual. Mondiali 2018                                                  | -                                                                    | 78’                                                                  |
| 6-6-2017                                                             | Doha                                                                 | Qatar                                                                | 2 – 2                                                                | Corea del Nord                                                       | Amichevole                                                           | -                                                                    | 71’                                                                  |
| 13-6-2017                                                            | Doha                                                                 | Qatar                                                                | 3 – 2                                                                | Corea del Sud                                                        | Qual. Mondiali 2018                                                  | 2                                                                    |                                                                      |
| 16-8-2017                                                            | Burton-upon-Trent                                                    | Andorra                                                              | 0 – 1                                                                | Qatar                                                                | Amichevole                                                           | -                                                                    | 46’                                                                  |
| 23-8-2017                                                            | Doha                                                                 | Qatar                                                                | 2 – 1                                                                | Turkmenistan                                                         | Amichevole                                                           | 2                                                                    | Cap. 90+1’                                                           |
| 31-8-2017                                                            | Malacca                                                              | Siria                                                                | 3 – 1                                                                | Qatar                                                                | Qual. Mondiali 2018                                                  | -                                                                    | Cap.                                                                 |
| 5-9-2017                                                             | Doha                                                                 | Qatar                                                                | 1 – 2                                                                | Cina                                                                 | Qual. Mondiali 2018                                                  | -                                                                    | Cap.                                                                 |
| 5-10-2017                                                            | Doha                                                                 | Qatar                                                                | 3 – 1                                                                | Singapore                                                            | Amichevole                                                           | -                                                                    | Cap.                                                                 |
| 10-10-2017                                                           | Doha                                                                 | Qatar                                                                | 1 – 2                                                                | Curaçao                                                              | Amichevole                                                           | 1                                                                    | Cap.                                                                 |
| 11-11-2017                                                           | Doha                                                                 | Qatar                                                                | 0 – 1                                                                | Rep. Ceca                                                            | Amichevole                                                           | -                                                                    | Cap.                                                                 |
| 14-11-2017                                                           | Doha                                                                 | Qatar                                                                | 1 – 1                                                                | Islanda                                                              | Amichevole                                                           | -                                                                    | Cap.                                                                 |
| 14-12-2017                                                           | Doha                                                                 | Qatar                                                                | 1 – 2                                                                | Liechtenstein                                                        | Amichevole                                                           | -                                                                    | Cap.                                                                 |
| 23-12-2017                                                           | Al Kuwait                                                            | Qatar                                                                | 4 – 0                                                                | Yemen                                                                | Coppa delle nazioni del Golfo 2017 - 1º turno                        | -                                                                    | Cap.                                                                 |
| 26-12-2017                                                           | Al Kuwait                                                            | Iraq                                                                 | 2 – 1                                                                | Qatar                                                                | Coppa delle nazioni del Golfo 2017 - 1º turno                        | -                                                                    | Cap.                                                                 |
| 29-12-2017                                                           | Al Kuwait                                                            | Qatar                                                                | 1 – 1                                                                | Bahrein                                                              | Coppa delle nazioni del Golfo 2017 - 1º turno                        | 1                                                                    | Cap.                                                                 |
| 21-3-2018                                                            | Bassora                                                              | Iraq                                                                 | 2 – 3                                                                | Qatar                                                                | Amichevole                                                           | -                                                                    | Cap.                                                                 |
| 24-3-2018                                                            | Bassora                                                              | Qatar                                                                | 2 – 2                                                                | Siria                                                                | Amichevole                                                           | -                                                                    | Cap.                                                                 |
| 7-9-2018                                                             | Doha                                                                 | Qatar                                                                | 1 – 0                                                                | Cina                                                                 | Amichevole                                                           | -                                                                    | Cap. 89’                                                             |
| 11-9-2018                                                            | Doha                                                                 | Qatar                                                                | 3 – 0                                                                | Palestina                                                            | Amichevole                                                           | 1                                                                    | Cap. 41’                                                             |
| 12-10-2018                                                           | Doha                                                                 | Qatar                                                                | 4 – 3                                                                | Ecuador                                                              | Amichevole                                                           | 1                                                                    | Cap.                                                                 |
| 16-10-2018                                                           | Tashkent                                                             | Uzbekistan                                                           | 2 – 0                                                                | Qatar                                                                | Amichevole                                                           | -                                                                    | Cap.                                                                 |
| 14-11-2018                                                           | Lugano                                                               | Svizzera                                                             | 0 – 1                                                                | Qatar                                                                | Amichevole                                                           | -                                                                    | Cap. 71’                                                             |
| 19-11-2018                                                           | Eupen                                                                | Islanda                                                              | 2 – 2                                                                | Qatar                                                                | Amichevole                                                           | 1                                                                    | Cap.                                                                 |
| 23-12-2018                                                           | Doha                                                                 | Qatar                                                                | 2 – 0                                                                | Giordania                                                            | Amichevole                                                           | -                                                                    | Cap. 66’                                                             |
| 25-12-2018                                                           | Doha                                                                 | Qatar                                                                | 1 – 0                                                                | Kirghizistan                                                         | Amichevole                                                           | -                                                                    | Cap.                                                                 |
| 27-12-2018                                                           | Doha                                                                 | Qatar                                                                | 0 – 1                                                                | Algeria                                                              | Amichevole                                                           | -                                                                    | Cap.                                                                 |
| 31-12-2018                                                           | Doha                                                                 | Qatar                                                                | 1 – 2                                                                | Iran                                                                 | Amichevole                                                           | 1                                                                    | Cap.                                                                 |
| 9-1-2019                                                             | al-'Ayn                                                              | Qatar                                                                | 2 – 0                                                                | Libano                                                               | Coppa d'Asia 2019 - 1º turno                                         | -                                                                    | Cap. 85’                                                             |
| 13-1-2019                                                            | al-'Ayn                                                              | Corea del Nord                                                       | 0 – 6                                                                | Qatar                                                                | Coppa d'Asia 2019 - 1º turno                                         | -                                                                    | Cap.                                                                 |
| 17-1-2019                                                            | Abu Dhabi                                                            | Arabia Saudita                                                       | 0 – 2                                                                | Qatar                                                                | Coppa d'Asia 2019 - 1º turno                                         | -                                                                    | Cap. 73’                                                             |
| 22-1-2019                                                            | Abu Dhabi                                                            | Qatar                                                                | 1 – 0                                                                | Iraq                                                                 | Coppa d'Asia 2019 - Ottavi di finale                                 | -                                                                    | Cap. 90’                                                             |
| 25-1-2019                                                            | Abu Dhabi                                                            | Corea del Sud                                                        | 0 – 1                                                                | Qatar                                                                | Coppa d'Asia 2019 - Quarti di finale                                 | -                                                                    | Cap. 90’                                                             |
| 29-1-2019                                                            | Abu Dhabi                                                            | Qatar                                                                | 4 – 0                                                                | Emirati Arabi Uniti                                                  | Coppa d'Asia 2019 - Semifinale                                       | 1                                                                    | Cap.                                                                 |
| 1-2-2019                                                             | Abu Dhabi                                                            | Giappone                                                             | 1 – 3                                                                | Qatar                                                                | Coppa d'Asia 2019 - Finale                                           | -                                                                    | Cap. 74’                                                             |
| 6-6-2019                                                             | Brasilia                                                             | Brasile                                                              | 2 – 0                                                                | Qatar                                                                | Amichevole                                                           | -                                                                    | Cap. 79’                                                             |
| 16-6-2019                                                            | Rio de Janeiro                                                       | Paraguay                                                             | 2 – 2                                                                | Qatar                                                                | Coppa America 2019 - 1º turno                                        | -                                                                    | Cap.                                                                 |
| 19-6-2019                                                            | San Paolo                                                            | Colombia                                                             | 1 – 0                                                                | Qatar                                                                | Coppa America 2019 - 1º turno                                        | -                                                                    | Cap. 84’                                                             |
| 23-6-2019                                                            | Porto Alegre                                                         | Qatar                                                                | 0 – 2                                                                | Argentina                                                            | Coppa America 2019 - 1º turno                                        | -                                                                    | Cap.                                                                 |
| 5-9-2019                                                             | Doha                                                                 | Qatar                                                                | 6 – 0                                                                | Afghanistan                                                          | Qual. Mondiali 2022                                                  | 1                                                                    | Cap. 81’                                                             |
| 10-9-2019                                                            | Doha                                                                 | Qatar                                                                | 0 – 0                                                                | India                                                                | Qual. Mondiali 2022                                                  | -                                                                    | Cap.                                                                 |
| 10-10-2019                                                           | Dacca                                                                | Bangladesh                                                           | 0 – 2                                                                | Qatar                                                                | Qual. Mondiali 2022                                                  | -                                                                    | Cap. 90+2’                                                           |
| 15-10-2019                                                           | Al Wakrah                                                            | Qatar                                                                | 2 – 1                                                                | Oman                                                                 | Qual. Mondiali 2022                                                  | -                                                                    | Cap.                                                                 |
| 19-11-2019                                                           | Dušanbe                                                              | Afghanistan                                                          | 0 – 1                                                                | Qatar                                                                | Qual. Mondiali 2022                                                  | -                                                                    | Cap. 86’                                                             |
| 26-11-2019                                                           | Doha                                                                 | Qatar                                                                | 1 – 2                                                                | Iraq                                                                 | Coppa delle nazioni del Golfo 2019 - 1º turno                        | -                                                                    | Cap.                                                                 |
| 29-11-2019                                                           | Doha                                                                 | Yemen                                                                | 0 – 6                                                                | Qatar                                                                | Coppa delle nazioni del Golfo 2019 - 1º turno                        | -                                                                    | Cap. 73’                                                             |
| 2-12-2019                                                            | Doha                                                                 | Qatar                                                                | 4 – 2                                                                | Emirati Arabi Uniti                                                  | Coppa delle nazioni del Golfo 2019 - 1º turno                        | 1                                                                    | Cap. 68’                                                             |
| 5-12-2019                                                            | Al Wakrah                                                            | Arabia Saudita                                                       | 1 – 0                                                                | Qatar                                                                | Coppa delle nazioni del Golfo 2019 - Semifinale                      | -                                                                    | Cap.                                                                 |
| 12-10-2020                                                           | Adalia                                                               | Ghana                                                                | 5 – 1                                                                | Qatar                                                                | Amichevole                                                           | -                                                                    | 46’                                                                  |
| 13-11-2020                                                           | Hartberg                                                             | Costa Rica                                                           | 1 – 1                                                                | Qatar                                                                | Amichevole                                                           | 1                                                                    | Cap. 90+3’                                                           |
| 17-11-2020                                                           | Maria Enzersdorf                                                     | Qatar                                                                | 1 – 2                                                                | Corea del Sud                                                        | Amichevole                                                           | -                                                                    | Cap.                                                                 |
| 4-12-2020                                                            | Doha                                                                 | Qatar                                                                | 5 – 0                                                                | Bangladesh                                                           | Qual. Mondiali 2022                                                  | -                                                                    | Cap. 65’                                                             |
| 24-3-2021                                                            | Debrecen                                                             | Qatar                                                                | 1 – 0                                                                | Lussemburgo                                                          | Amichevole                                                           | -                                                                    | Cap. 81’                                                             |
| 27-3-2021                                                            | Debrecen                                                             | Qatar                                                                | 2 – 1                                                                | Azerbaigian                                                          | Amichevole                                                           | 2                                                                    | Cap. 90+1’                                                           |
| 30-3-2021                                                            | Debrecen                                                             | Qatar                                                                | 1 – 1                                                                | Irlanda                                                              | Amichevole                                                           | -                                                                    | Cap. 90+4’                                                           |
| 3-6-2021                                                             | Doha                                                                 | Qatar                                                                | 1 – 0                                                                | India                                                                | Qual. Mondiali 2022                                                  | -                                                                    | Cap.                                                                 |
| 7-6-2021                                                             | Doha                                                                 | Qatar                                                                | 1 – 0                                                                | Oman                                                                 | Qual. Mondiali 2022                                                  | 1                                                                    | Cap. 57’ 62’                                                         |
| 4-7-2021                                                             | Pola                                                                 | El Salvador                                                          | 0 – 1                                                                | Qatar                                                                | Amichevole                                                           | -                                                                    | 46’                                                                  |
| 13-7-2021                                                            | Houston                                                              | Qatar                                                                | 3 – 3                                                                | Panama                                                               | Gold Cup 2021 - 1º turno                                             | 1                                                                    | Cap.                                                                 |
| 17-7-2021                                                            | Houston                                                              | Grenada                                                              | 0 – 4                                                                | Qatar                                                                | Gold Cup 2021 - 1º turno                                             | -                                                                    | 72’                                                                  |
| 20-7-2021                                                            | Houston                                                              | Honduras                                                             | 0 – 2                                                                | Qatar                                                                | Gold Cup 2021 - 1º turno                                             | -                                                                    | Cap. 69’                                                             |
| 25-7-2021                                                            | Glendale                                                             | Qatar                                                                | 3 – 2                                                                | El Salvador                                                          | Gold Cup 2021 - Quarti di finale                                     | -                                                                    | Cap. 90+1’                                                           |
| 30-7-2021                                                            | Austin                                                               | Qatar                                                                | 0 – 1                                                                | Stati Uniti                                                          | Gold Cup 2021 - Semifinale                                           | -                                                                    | Cap. 72’                                                             |
| 1-9-2021                                                             | Debrecen                                                             | Qatar                                                                | 0 – 4                                                                | Serbia                                                               | Amichevole                                                           | -                                                                    | Cap. 61’                                                             |
| 4-9-2021                                                             | Debrecen                                                             | Qatar                                                                | 1 – 3                                                                | Portogallo                                                           | Amichevole                                                           | -                                                                    | 76’ 86’                                                              |
| 7-9-2021                                                             | Lussemburgo                                                          | Lussemburgo                                                          | 1 – 1                                                                | Qatar                                                                | Amichevole                                                           | -                                                                    | Cap. 72’                                                             |
| 9-10-2021                                                            | Loulé                                                                | Portogallo                                                           | 3 – 0                                                                | Qatar                                                                | Amichevole                                                           | -                                                                    | Cap. 70’                                                             |
| 12-10-2021                                                           | Dublino                                                              | Irlanda                                                              | 4 – 0                                                                | Qatar                                                                | Amichevole                                                           | -                                                                    | Cap.                                                                 |
| 30-11-2021                                                           | Al Khawr                                                             | Qatar                                                                | 1 – 0                                                                | Bahrein                                                              | Coppa araba FIFA 2021 - 1º turno                                     | -                                                                    | 46’                                                                  |
| 3-12-2021                                                            | Doha                                                                 | Oman                                                                 | 1 – 2                                                                | Qatar                                                                | Coppa araba FIFA 2021 - 1º turno                                     | -                                                                    | Cap. 78’                                                             |
| 6-12-2021                                                            | Al Khawr                                                             | Qatar                                                                | 3 – 0                                                                | Iraq                                                                 | Coppa araba FIFA 2021 - 1º turno                                     | 1                                                                    | 69’                                                                  |
| 10-12-2021                                                           | Al Khawr                                                             | Qatar                                                                | 5 – 0                                                                | Emirati Arabi Uniti                                                  | Coppa araba FIFA 2021 - Quarti di finale                             | -                                                                    | Cap.                                                                 |
| 15-12-2021                                                           | Doha                                                                 | Qatar                                                                | 1 – 2                                                                | Algeria                                                              | Coppa araba FIFA 2021 - Semifinale                                   | -                                                                    | Cap.                                                                 |
| 18-12-2021                                                           | Doha                                                                 | Egitto                                                               | 0 – 0 dts (4 – 5 dtr)                                                | Qatar                                                                | Coppa araba FIFA 2021 - Finale 3º posto                              | -                                                                    | 58’                                                                  |
| 23-9-2022                                                            | Vienna                                                               | Qatar                                                                | 0 – 2                                                                | Canada                                                               | Amichevole                                                           | -                                                                    | 46’                                                                  |
| 27-9-2022                                                            | Vienna                                                               | Qatar                                                                | 2 – 2                                                                | Cile                                                                 | Amichevole                                                           | 1                                                                    | Cap. 88’                                                             |
| 13-10-2022                                                           | Marbella                                                             | Nicaragua                                                            | 1 – 2                                                                | Qatar                                                                | Amichevole                                                           | -                                                                    | Cap.                                                                 |
| 23-10-2022                                                           | Malaga                                                               | Qatar                                                                | 2 – 0                                                                | Guatemala                                                            | Amichevole                                                           | 2                                                                    | Cap.                                                                 |
| 27-10-2022                                                           | Marbella                                                             | Qatar                                                                | 1 – 0                                                                | Honduras                                                             | Amichevole                                                           | -                                                                    | Cap.                                                                 |
| 5-11-2022                                                            | Marbella                                                             | Qatar                                                                | 2 – 1                                                                | Panama                                                               | Amichevole                                                           | -                                                                    | Cap.                                                                 |
| 20-11-2022                                                           | Al Khawr                                                             | Qatar                                                                | 0 – 2                                                                | Ecuador                                                              | Mondiali 2022 - 1º turno                                             | -                                                                    | Cap. 72’                                                             |
| 25-11-2022                                                           | Doha                                                                 | Qatar                                                                | 1 – 3                                                                | Senegal                                                              | Mondiali 2022 - 1º turno                                             | -                                                                    | Cap. 74’                                                             |
| 29-11-2022                                                           | Al Khawr                                                             | Paesi Bassi                                                          | 2 – 0                                                                | Qatar                                                                | Mondiali 2022 - 1º turno                                             | -                                                                    | Cap. 65’                                                             |
| 7-9-2023                                                             | Al Wakrah                                                            | Qatar                                                                | 1 – 2                                                                | Kenya                                                                | Amichevole                                                           | 1                                                                    | Cap. 46’                                                             |
| 12-9-2023                                                            | Al Wakrah                                                            | Qatar                                                                | 1 – 1                                                                | Russia                                                               | Amichevole                                                           | -                                                                    | 59’                                                                  |
| 13-10-2023                                                           | Amman                                                                | Iraq                                                                 | 0 – 0                                                                | Qatar                                                                | Amichevole                                                           | -                                                                    | 46’                                                                  |
| 16-11-2023                                                           | Doha                                                                 | Qatar                                                                | 8 – 1                                                                | Afghanistan                                                          | Qual. Mondiali 2026                                                  | 1                                                                    | Cap. 61’                                                             |
| 21-11-2023                                                           | Bhubaneswar                                                          | India                                                                | 0 – 3                                                                | Qatar                                                                | Qual. Mondiali 2026                                                  | -                                                                    | cap. 77’                                                             |
| 5-1-2024                                                             | Doha                                                                 | Qatar                                                                | 1 – 2                                                                | Giordania                                                            | Amichevole                                                           | -                                                                    | 46’                                                                  |
| 12-1-2024                                                            | Al Khawr                                                             | Qatar                                                                | 3 – 0                                                                | Libano                                                               | Coppa d'Asia 2023 - 1º turno                                         | -                                                                    | Cap. 57’                                                             |
| 17-1-2024                                                            | Al Khawr                                                             | Tagikistan                                                           | 0 – 1                                                                | Qatar                                                                | Coppa d'Asia 2023 - 1º turno                                         | -                                                                    | 59’                                                                  |
| 22-1-2024                                                            | Doha                                                                 | Qatar                                                                | 1 – 0                                                                | Cina                                                                 | Coppa d'Asia 2023 - 1º turno                                         | 1                                                                    | 64’                                                                  |
| 29-1-2024                                                            | Al Khawr                                                             | Qatar                                                                | 2 – 1                                                                | Palestina                                                            | Coppa d'Asia 2023 - Ottavi di finale                                 | 1                                                                    | Cap. 59’                                                             |
| 3-2-2024                                                             | Al Khawr                                                             | Qatar                                                                | 1 – 1 dts (3 - 2 dtr)                                                | Uzbekistan                                                           | Coppa d'Asia 2023 - Quarti di finale                                 | -                                                                    | Cap. 53’                                                             |
| 7-2-2024                                                             | Doha                                                                 | Iran                                                                 | 2 – 3                                                                | Qatar                                                                | Coppa d'Asia 2023 - Semifinale                                       | -                                                                    | 63’                                                                  |
| 10-2-2024                                                            | Lusail                                                               | Giordania                                                            | 1 – 3                                                                | Qatar                                                                | Coppa d'Asia 2023 - Finale                                           | -                                                                    | Cap. 53’                                                             |
| Totale                                                               |                                                                      | Presenze (1º posto)                                                  | 185                                                                  |                                                                      | Reti (5º posto)                                                      | 40                                                                   |                                                                      |

## Palmarès

### Club

#### Competizioni nazionali
- Campionato qatariota: 6

Al-Sadd: 2006-2007, 2012-2013, 2018-2019, 2020-2021, 2021-2022, 2024-2025
- Coppa dell'Emiro del Qatar: 6

Al-Sadd: 2006-2007, 2013-2014, 2014-2015, 2016-2017, 2019-2020, 2020-2021
- Coppa del Qatar: 5

Al-Sadd: 2007, 2008, 2017, 2020, 2021
- Coppa dello Sceicco Jassem: 3

Al-Sadd: 2014, 2017, 2019
- Coppa delle Stelle del Qatar: 2

Al-Sadd: 2010, 2019-2020

#### Competizioni internazionali
- AFC Champions League: 1

Al-Sadd: 2011

### Nazionale
- Coppa delle Nazioni del Golfo: 1

Arabia Saudita 2014
- Coppa d'Asia: 2

Emirati Arabi Uniti 2019, Qatar 2023